# Мартин, Джон (вокалист)
Джо́н Ма́ртин Линдстрём (род. 22 августа 1980) — шведский певец и автор песен, известен своим сотрудничеством с Swedish House Mafia.

## Биография
В 2010 Джон записал песню «Save The World» (совместно с Swedish House Mafia) после этого его карьера стала идти в гору. Мартин сотрудничал с Avicii и стал соавтором песни «Fade Into Darkness», наряду с Michel Zitron. В 2012 году Джон Мартин совместно с Swedish House Mafia записывает «Don't You Worry Child», которая впоследствии заняла 1 место в британском чарте, а также 6 место в Billboard Hot 100. В 2013 году Джон совместно с Sebastian Ingrosso и Tommy Trash записывает сингл «Reload». В том же году вместе с Tinie Tempah был записан трек «Children of the Sun». 30 марта 2014 Джон Мартин выпускает свой дебютный сингл «Anywhere For You», написанный вместе с Michel Zitron. 29 июня 2014 Джон выпускает новый сингл «Love Louder», на этот раз его партнёром становится David Guetta.

## Синглы

### Как ведущий солист
| Год  | Название           | Позиции в чартах | Позиции в чартах | Позиции в чартах | Позиции в чартах | Позиции в чартах | Альбом |
| Год  | Название           | SWE              | AUS              | BEL (Vl)         | IRE              | UK               | Альбом |
| ---- | ------------------ | ---------------- | ---------------- | ---------------- | ---------------- | ---------------- | ------ |
| 2014 | «Anywhere for You» | 38               | 35               | 20               | 34               | 7                | TBA    |

### Как второй солист
| 2012                                     | «Don't You Worry Child» (Swedish House Mafia featuring John Martin) | 1 | 1  | 5  | 4 | 2 | 9  | 5  | 7  | 2 | 1 | Until Now     |
| 2013                                     | «Reload» (Sebastian Ingrosso and Tommy Trash featuring John Martin) | 5 | 20 | 56 | — | — | 89 | 66 | 70 | — | 3 | Нет альбома   |
| 2013                                     | «Children of the Sun» (Tinie Tempah featuring John Martin)          | — | —  | —  | — | — | —  | —  | 47 | — | 6 | Demonstration |
| «—» означает, что сингл не вошёл в чарт. |                                                                     |   |    |    |   |   |    |    |    |   |   |               |